# Augusta van Saksen-Weimar-Eisenach
Augusta van Saksen-Weimar-Eisenach (Weimar, 30 september 1811 — Berlijn, 7 januari 1890) was een Duitse prinses uit het huis Wettin. Augusta was de tweede dochter van Karel Frederik, groothertog van Saksen-Weimar-Eisenach, en van grootvorstin Maria Pavlovna van Rusland, een dochter van tsaar Paul I van Rusland en van tsarina Sophia Dorothea Augusta Louisa van Württemberg (Maria Fjodorovna). Terwijl haar vader een intellectueel beperkt persoon was, die tot aan het einde van zijn leven sprookjes bleef lezen, was haar moeder, volgens Johann Wolfgang von Goethe, juist een van de slimste en meest intellectuele vrouwen van haar tijd. Augusta ontving een veelomvattende opvoeding, inclusief tekenlessen van hofschilder Louise Seidler en muzieklessen van de hofcomponist Johan Nepomuk Hummel.

## Relatie met Wilhelm
Augusta was nog maar vijftien jaar oud toen ze in 1826 haar toekomstige man Wilhelm ontmoette. Deze vond dat de jonge Augusta een "uitstekende persoonlijkheid" had, maar ze was wel minder aantrekkelijk dan haar oudere zuster Marie (die was getrouwd met Wilhelms jongere broer Karel). Het was vooral de vader van Wilhelm, koning Frederik Willem III, die hem op het hart drukte om Augusta te beschouwen als een potentiële echtgenote. In die tijd was Wilhelm verliefd op de Poolse prinses Elisa Radziwiłł. Willems oudere broer Frederik Willem was in die tijd kroonprins (de latere koning Frederik Willem IV). De kroonprins en diens echtgenote Elisabeth Ludovika hadden op dat moment nog geen kinderen. Wilhelm was daardoor de waarschijnlijke troonopvolger en er werd van hem verwacht te trouwen en erfgenamen voort te brengen. Friedrich Wilhelm III respecteerde de relatie tussen Wilhelm en Elisa, maar het Pruisische hof ontdekte dat haar voorouders hun prinselijke titel hadden gekocht van keizer Maximiliaan I, en zij niet edel genoeg geacht werd om de erfgenaam van de Pruisische troon te trouwen. Daarom verzocht de koning in 1824 aan de kinderloze tsaar Alexander I van Rusland om Elisa aan te nemen als kind, maar de Russische heerser sloeg dit af. Het tweede adoptieplan was bedacht door de oom van Elisa, prins Augustus van Pruisen, dat evenzo mislukte, omdat de verantwoordelijke commissie die adoptie als vreemd beschouwde. Een andere factor was koningin Louise's invloed aan de Duitse en Russische hoven (zij was niet gecharmeerd van Elisa’s vader).

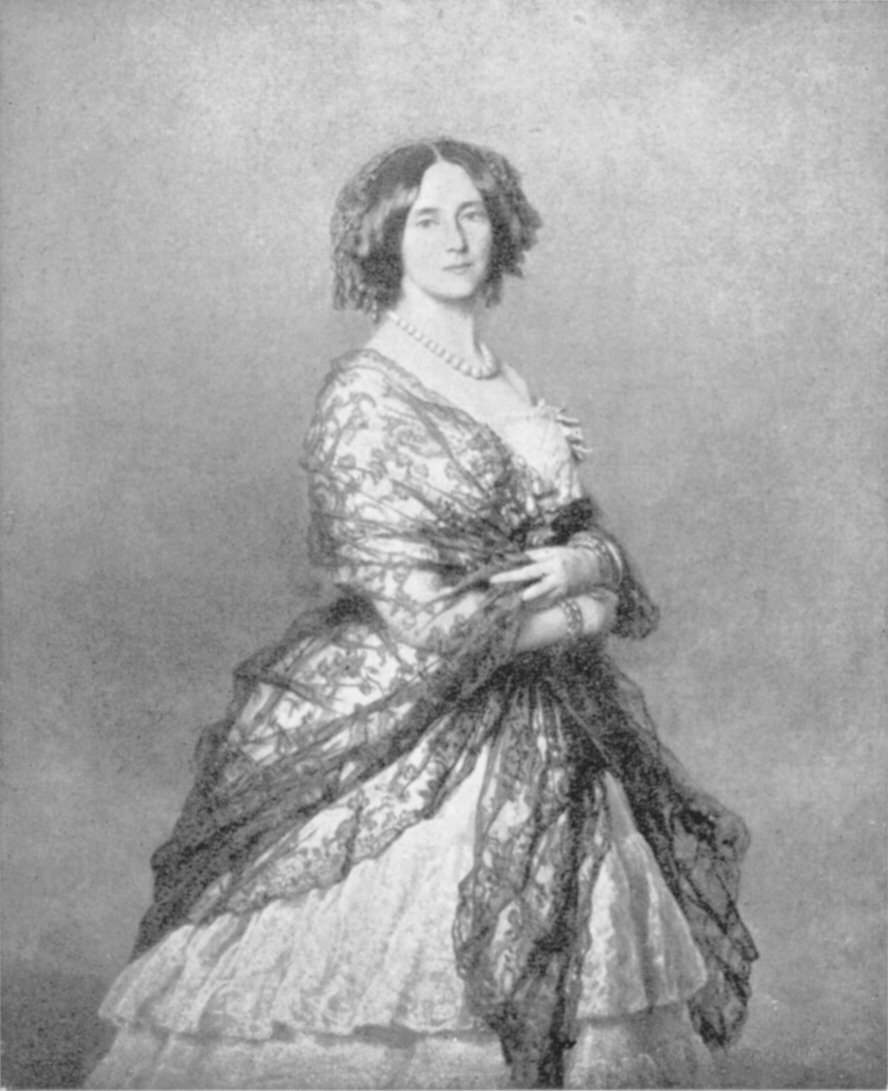
Prinses Augusta getekend door Franz Xaver Winterhalter

In juni 1826 voelde de vader van Wilhelm zich gedwongen het potentiële huwelijk met Elisa af te breken. Wilhelm zocht de daarop volgende maanden naar een geschiktere bruid, maar hij kon zijn emotionele band met Elisa niet loslaten. Uiteindelijk vroeg Wilhelm op 29 augustus om de hand van Augusta (in schrijven en door de interventie van zijn vader). Augusta ging akkoord en op 25 oktober 1828 verloofde Wilhelm zich met haar. 
Wilhelm zag Elisa voor het laatst in 1829, zij was later verloofd met Friedrich von Schwarzenberg, maar de verloving hield geen stand en uiteindelijk stierf ze, ongehuwd, in 1834.

## Koningin en keizerin
Augusta huwde de Pruisische prins Wilhelm en werd in 1861 koningin van Pruisen en in 1870 keizerin van Duitsland. De liberale en vooruitstrevende keizerin was een tegenstandster van de reactionaire rijkskanselier Otto von Bismarck en saboteerde zijn campagne tegen de macht van de Katholieke Kerk. Zij nam de verplegende katholieke nonnen en hun orden in bescherming. Bismarck haatte haar en liet haar in de pers diffameren. Na de dood van haar man en de vroege dood van haar zoon, keizer Frederik, verzoenden Bismarck en de oude keizerin-weduwe zich. Zij zag in hem de sterke en nuchtere geest die haar hysterische kleinzoon keizer Wilhelm II zou kunnen leiden.

## Kinderen
Augusta en Wilhelm hadden samen twee kinderen:
- Frederik Willem Nicolaas Karel (18 oktober 1831 - 15 juni 1888), koning van Pruisen en keizer van het Duitse Rijk na de dood van zijn vader. Hij trouwde met de Britse prinses Victoria van Saksen-Coburg en Gotha, dochter van koningin Victoria en prins-gemaal Albert
- Louise Marie Elizabeth (3 december 1838 - 23 april 1923), trouwde met Frederik I van Baden, groothertog van Baden van 1856 tot 1907.

### Voorvaderen
| Overgrootouders                                | Ernst August II Constantijn van Saksen-Weimar-Eisenach (1737–1758) ∞ Anna Amalia van Brunswijk (1739–1807) | Ernst August II Constantijn van Saksen-Weimar-Eisenach (1737–1758) ∞ Anna Amalia van Brunswijk (1739–1807) | Lodewijk IX van Hessen-Darmstadt (1719–1790) ∞ Henriëtte Caroline van Palts-Zweibrücken (1721–1774) | Lodewijk IX van Hessen-Darmstadt (1719–1790) ∞ Henriëtte Caroline van Palts-Zweibrücken (1721–1774) | Peter III van Rusland (1728–1762) ∞ 1745 Catharina II van Rusland (1729–1796)                       | Peter III van Rusland (1728–1762) ∞ 1745 Catharina II van Rusland (1729–1796)                       | Frederik Eugenius van Württemberg (1732–1797) ∞ 1753 Frederika Dorothea Sophia van Brandenburg-Schwedt (1736–1798) | Frederik Eugenius van Württemberg (1732–1797) ∞ 1753 Frederika Dorothea Sophia van Brandenburg-Schwedt (1736–1798) | Frederik Eugenius van Württemberg (1732–1797) ∞ 1753 Frederika Dorothea Sophia van Brandenburg-Schwedt (1736–1798) | Frederik Eugenius van Württemberg (1732–1797) ∞ 1753 Frederika Dorothea Sophia van Brandenburg-Schwedt (1736–1798) |
| Grootouders                                    | Karel August van Saksen-Weimar-Eisenach (1757–1828) ∞ 1775 Louise van Hessen-Darmstadt (1757–1830)         | Karel August van Saksen-Weimar-Eisenach (1757–1828) ∞ 1775 Louise van Hessen-Darmstadt (1757–1830)         | Karel August van Saksen-Weimar-Eisenach (1757–1828) ∞ 1775 Louise van Hessen-Darmstadt (1757–1830)  | Karel August van Saksen-Weimar-Eisenach (1757–1828) ∞ 1775 Louise van Hessen-Darmstadt (1757–1830)  | Paul I van Rusland (1754–1801) ∞ 1776 Sophia Dorothea Augusta Louisa van Württemberg (1759–1828)    | Paul I van Rusland (1754–1801) ∞ 1776 Sophia Dorothea Augusta Louisa van Württemberg (1759–1828)    | Paul I van Rusland (1754–1801) ∞ 1776 Sophia Dorothea Augusta Louisa van Württemberg (1759–1828)                   | Paul I van Rusland (1754–1801) ∞ 1776 Sophia Dorothea Augusta Louisa van Württemberg (1759–1828)                   | | |
| Ouders                                         | Karel Frederik van Saksen-Weimar-Eisenach (1783–1853) ∞ 1804 Maria Pavlovna van Rusland (1786–1859)        | Karel Frederik van Saksen-Weimar-Eisenach (1783–1853) ∞ 1804 Maria Pavlovna van Rusland (1786–1859)        | Karel Frederik van Saksen-Weimar-Eisenach (1783–1853) ∞ 1804 Maria Pavlovna van Rusland (1786–1859) | Karel Frederik van Saksen-Weimar-Eisenach (1783–1853) ∞ 1804 Maria Pavlovna van Rusland (1786–1859) | Karel Frederik van Saksen-Weimar-Eisenach (1783–1853) ∞ 1804 Maria Pavlovna van Rusland (1786–1859) | Karel Frederik van Saksen-Weimar-Eisenach (1783–1853) ∞ 1804 Maria Pavlovna van Rusland (1786–1859) | Karel Frederik van Saksen-Weimar-Eisenach (1783–1853) ∞ 1804 Maria Pavlovna van Rusland (1786–1859)                | Karel Frederik van Saksen-Weimar-Eisenach (1783–1853) ∞ 1804 Maria Pavlovna van Rusland (1786–1859)                | | |
| Augusta van Saksen-Weimar-Eisenach (1811–1890) | | | | | | | | | | |